# Carlowrightia parvifolia
Carlowrightia parvifolia là một loài thực vật có hoa trong họ Ô rô. Loài này được Brandegee mô tả khoa học đầu tiên năm 1911.